# Belonophago tinanti
Belonophago tinanti es una especie de peces de la familia Citharinidae en el orden de los Characiformes.

## Morfología
Los machos pueden llegar alcanzar los 12 cm de longitud total.

## Hábitat
Es un pez de agua dulce y de clima tropical (24 °C-26 °C ).

## Distribución geográfica
Se encuentran en África:  cuenca del río Congo (incluyendo el río Ubangui ).